# Кигазы
Кигазы (баш. Ҡыйғаҙы — от названия реки Ҡыйғаҙы) — село в Петропавловском сельсовете Аскинского района Республики Башкортостан России.

## Географическое положение
Расстояние до:
- районного центра (Аскино): 18 км,
- центра сельсовета (Петропавловка): 8 км,
- ближайшей железнодорожной станции (Куеда): 110 км

## Население
| 2002 | 2009 | 2010 |
| ---- | ---- | ---- |
| 640  | ↘598 | ↘468 |

Согласно переписи 2002 года, преобладающая национальность — башкиры (93 %).

## Религия
В селе есть мечеть.

## Известные уроженцы, жители
В Кигазах родилась Амина Гайфулловна Бакирова (1932—2013) — советский, российский врач-педиатр, народный врач СССР (1982).